# Philipp Hochmair
Philipp Hochmair (tedesco:[ˈfɪǀɪp ˈhoːxmɑɪɐ]; Vienna, 16 ottobre 1973) è un attore e cantante austriaco.

## Biografia
Hochmair è cresciuto a Vienna (Austria) dove ha scoperto la sua passione per la letteratura, il cinema e il teatro. Ha studiato recitazione al Max Reinhardt Seminar di Vienna nella classe di Klaus Maria Brandauer e al Conservatoire National Supérieur d'Art Dramatique di Parigi.

### La carriera

#### Il teatro

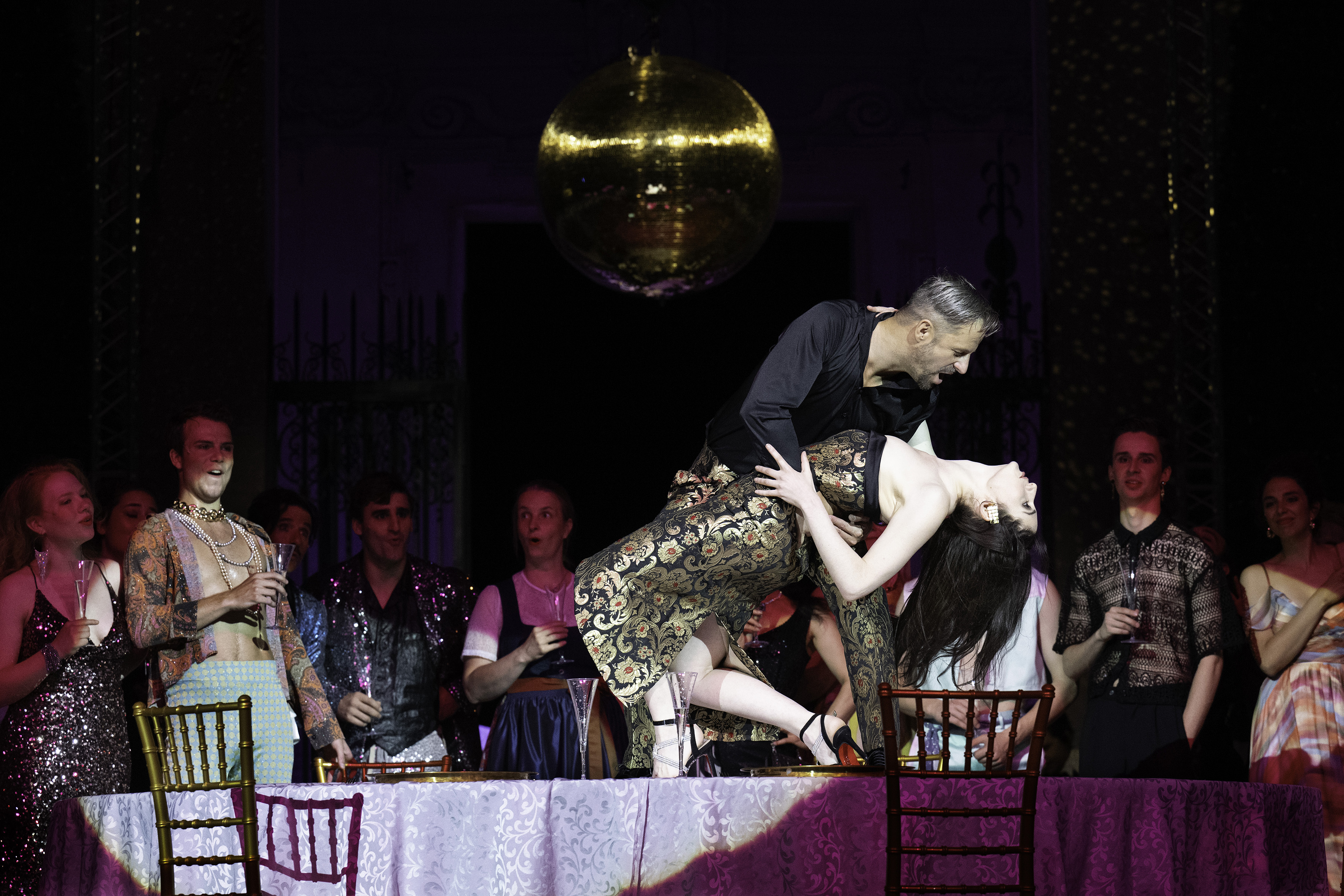
Jedermann de Hugo von Hofmannsthal, Festival di Salisburgo 2024

Dal 2003 al 2009 Hochmair è stato impegnato al Burgtheater viennese (ammesso nella galleria d'onore). Quando ha lasciato il Burgtheater nel 2009, ha lavorato al Thalia Theater di Amburgo fino al 2016. Oltre a questo, ha avuto ingaggi alla Schauspielhaus di Amburgo, allo Staatstheater di Hannover, alla Volksbühne di Berlino e alla Zürich Schauspielhaus.
Dal 2024, assumerà il ruolo principale di Jedermann in Jedermann di Hugo von Hofmannsthal al Festival di Salisburgo.

#### Cinema e TV
Ha recitato in film, telefilm e serie televisive austriache e tedesche, tra cui Die Manns - ein Jahrhundertroman (regia di Heinrich Breloer: 30° International Emmy Awards), Der Glanz des Tages (di Tizza Covi e Rainer Frimmel), Die Auslöschung (regia di Nicholas Leytner), Tomcat (di Händl Klaus) e Animals (regia di Greg Zglinksi).
Candelaria - Ein kubanischer Sommer (2017) è una delle sue prime produzioni internazionali, diretta da Jhonny Hendrix Hinestroza. Girato a Cuba nel 2016.
Nella serie Vorstadtweiber (2015-2022), incarna un politico omosessuale corrotto e cinico, che perde la testa e diventa un assassino.
Nella terza stagione di Charité (produzione Netflix tedesca, 2020), Hochmair interpreta il professor Otto Prokop, un patologo forense austriaco riconosciuto a livello internazionale per la sua influenza sulla medicina legale e sulla politica di ricerca durante la Repubblica Democratica Tedesca.
Blind ermittelt (dal 2018) è incentrata sul personaggio di Hochmair, Alexander Haller, un ex-commissario cieco.
Nella serie Netflix Freud (2019), interpreta un conte malvagio, ossessionato da poteri oscuri.
La conferenza (Die Wannseekonferenz) (2022, regia di Matti Geschonneck) è un docudrama televisivo tedesco pluripremiato. Il 20 gennaio 1942, i principali rappresentanti del regime nazista si incontrano a Wannsee a Berlino su invito di Reinhard Heydrich (Philipp Hochmair). L'incontro passerà alla storia come la Conferenza di Wannsee. L'unico argomento di discussione è la cosiddetta "Soluzione Finale della Questione Ebraica" da parte dei nazionalsocialisti: l'organizzazione dell'omicidio sistematico di massa degli ebrei d'Europa a milioni.

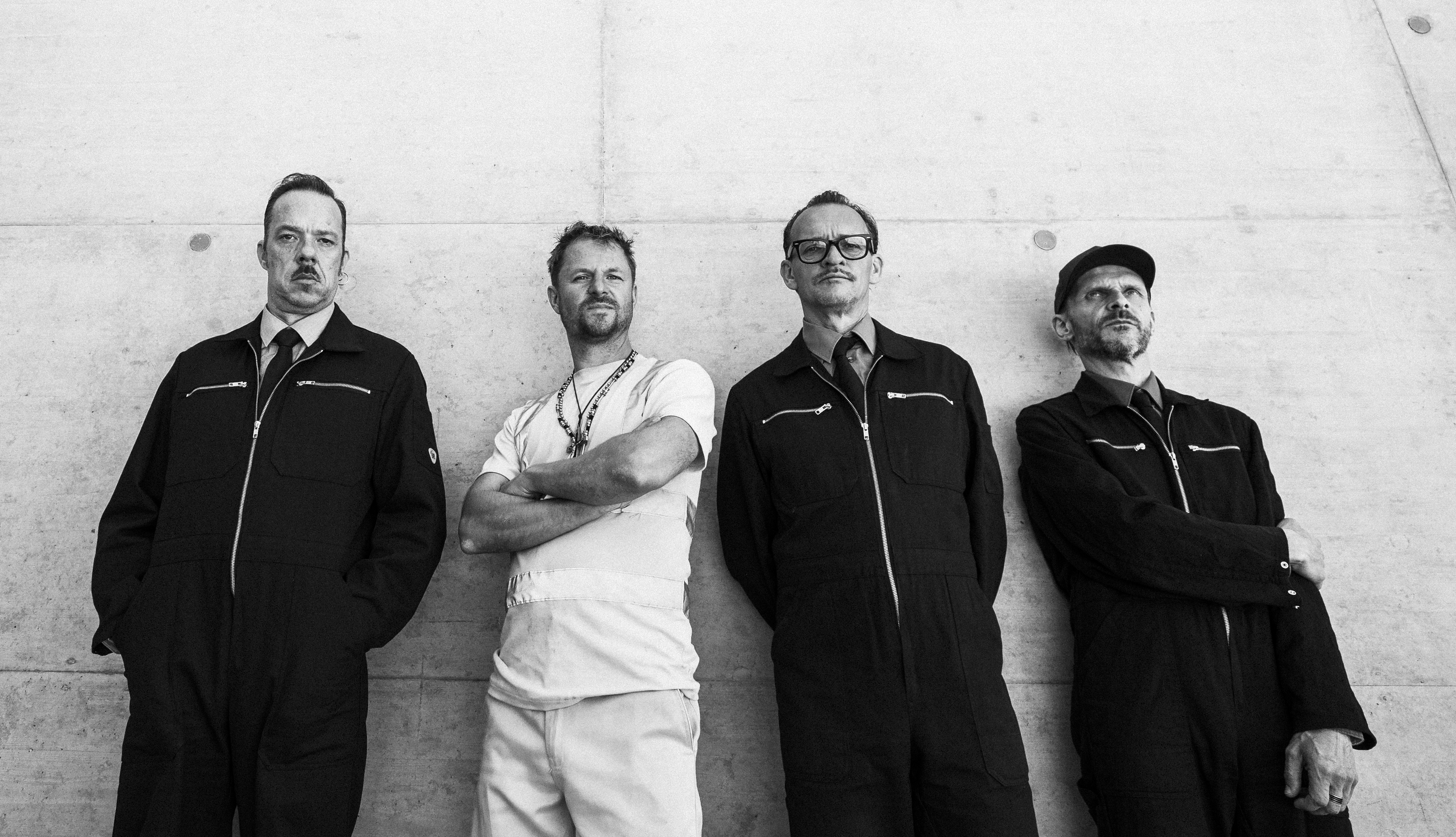
Philipp Hochmair & Die Elektrohand Gottes

#### I progetti
Hochmair esegue i suoi progetti da solista Werther! (di Goethe), Il processo  e America (entrambi di Franz Kafka).
Jedermann Reloaded è l'interpretazione rock di Hochmair dell'opera teatrale Jedermann di Hugo von Hofmannsthal, che porta in scena insieme alla sua band Die Elektrohand Gottes. Esegue anche ballate di Friedrich Schiller e Johann Wolfgang von Goethe in uno stile simile (Schiller Balladen Rave).
Nel novembre 2018, Hochmair e la sua band hanno eseguito Jedermann Reloaded presso la cattedrale viennese di Santo Stefano. Tutti i proventi di questo sold out di beneficenza sono stati devoluti a un ospizio per malati di aids sudafricano.

## Filmografia parziale

### Cinema
- 1996: Lucie Aubrac, regia di Claude Berri
- 2000: The Experiment, regia di Oliver Hirschbiegel
- 2005: Winterreise, regia di Hans Steinbichler
- 2010: Tag und Nacht, regia di Sabine Derflinger
- 2011: The Fatherless, regia di Marie Kreutzer
- 2012: Der Glanz des Tages, regia di Tizza Covi and Rainer Frimmel
- 2013: Talea, regia di Katharina Mückstein
- 2016: Kater, regia di Klaus Händl
- 2017: Tiere, regia di Greg Zglinski
- 2017: Candelaria, regia di Jhonny Hendrix Hinestroza
- 2019: Glück gehabt, regia di Peter Payer
- 2019: All my loving, regia di Edward Berger
- 2019: Ich war noch niemals in New York, regia di Philipp Stölzl
- 2020: Das Glaszimmer, regia di Christian Lerch
- 2024: Der Soldat Monika, regia di Paul Poet

### Televisione
- 1999-2022: Tatort
- 1999: Bella Block: Blinde Liebe, regia di Sherry Hormann
- 2000: Die Manns - Ein Jahrhundertroman, regia di Heinrich Breloer
- 2003: Doppelter Einsatz: Die Wahrheit stirbt zuletzt, regia di Dror Zahavi
- 2008: SOKO Donau: Nachts kaum Abkühlung, regia di Erwin Keusch
- 2012: Die Auslöschung, regia di Nikolaus Leytner
- 2013: Ein starkes Team: Die Frau des Freundes, regia di Maris Pfeiffer
- 2014: Madame Nobel, regia di Urs Egger
- 2014: Clara Immerwahr, regia di Harald Sicheritz
- 2015: Polizeiruf 110: Wendemanöver, regia di Eoin Moore
- 2015: Kleine große Stimme, regia di Wolfgang Murnberger
- 2015-2022: Vorstadtweiber (serie televisiva)
- 2016: Nora Weiss: Das verschwundene Mädchen, (La bambina scomparsa) regia di Thomas Berger
- 2017: Ein Sommer im Allgäu, regia di Jeanette Wagner
- 2018: Deutschland 86 (serie televisiva) regia di Florian Cossen, Arne Feldhusen
- 2018 - ...: Blind ermittelt regia di Jano Ben Chaabane, David Nawrath, Katharina Mückstein (11 episodi finora)
- 2019: SOKO Wien: Ritterschlag, regia di Holger Gimpel
- 2019: Ein Dorf wehrt sich, regia di Gabriela Zerhaus
- 2019: Maria Teresa (serie televisiva), regia di Robert Dornhelm
- 2020: Freud (serie televisiva), regia di Marvin Kren
- 2021: Charité, regia di Christine Hartmann
- 2022: La conferenza, regia di Matti Geschonneck
- 2023: Kleine Eheverbrechen, regia di Christian Werner
- 2024: Helgoland 513, regia di Robert Schwentke
- 2024: Der Geier - Die Tote mit dem falschen Leben, regia di  Christian Werner

### Documentazione
- 2020: Philipp Hochmair - Eine Reise mit Jedermann regia di Bernadette Schugg e Philipp Hochmair
- 2021: Jedermann und ich, regia di Katharina Pethke
- 2021: Jedermann auf Reisen, regia di Wolfgang Tonninger
- 2023: Jedermann und Ich - Ein Porträt in 3 Kapiteln, regia di Philipp Hochmair e Katharina Pethke
- 2024: Philipp Hochmair: Zwischen Himmel und Hölle, regia di Hannes Michael Schalle

## Discografia
- 2003: Werther!, Pezzo audio. Produzione e regia: Herzrasen - Andrea Gerk. Musica: Laurent Garnier, Lou Reed, Hank Locklin.
- 2004: Der Prozess secondo Franz Kafka, Pezzo audio. Produzione e regia: Herzrasen - Andrea Gerk, Composizione: Michael Maierhof.
- 2005: Amerika secondo Franz Kafka, Pezzo audio. Produzione e regia: Herzrasen - Andrea Gerk, Composizione: Michael Maierhof.
- 2008: Lenz da Georg Büchner, Hörbuch2008: Produzione e regia: Herzrasen - Andrea Gerk, Composizione: Michael Maierhof.
- 2018: Jedermann Reloaded (Philipp Hochmair & Die Elektrohand Gottes)
- 2019: Werther! (Philipp Hochmair & Die Elektrohand Gottes)
- 2020: Jedermann Razelli RMX (Philipp Hochmair, Kurt Razelli)
- 2021: Schiller Balladen Rave (Philipp Hochmair & Die Elektrohand Gottes)
- 2023:  Der Hagestolz (Philipp Hochmair, Fritz Rainer und Hanns Clasen)

## Riconoscimenti

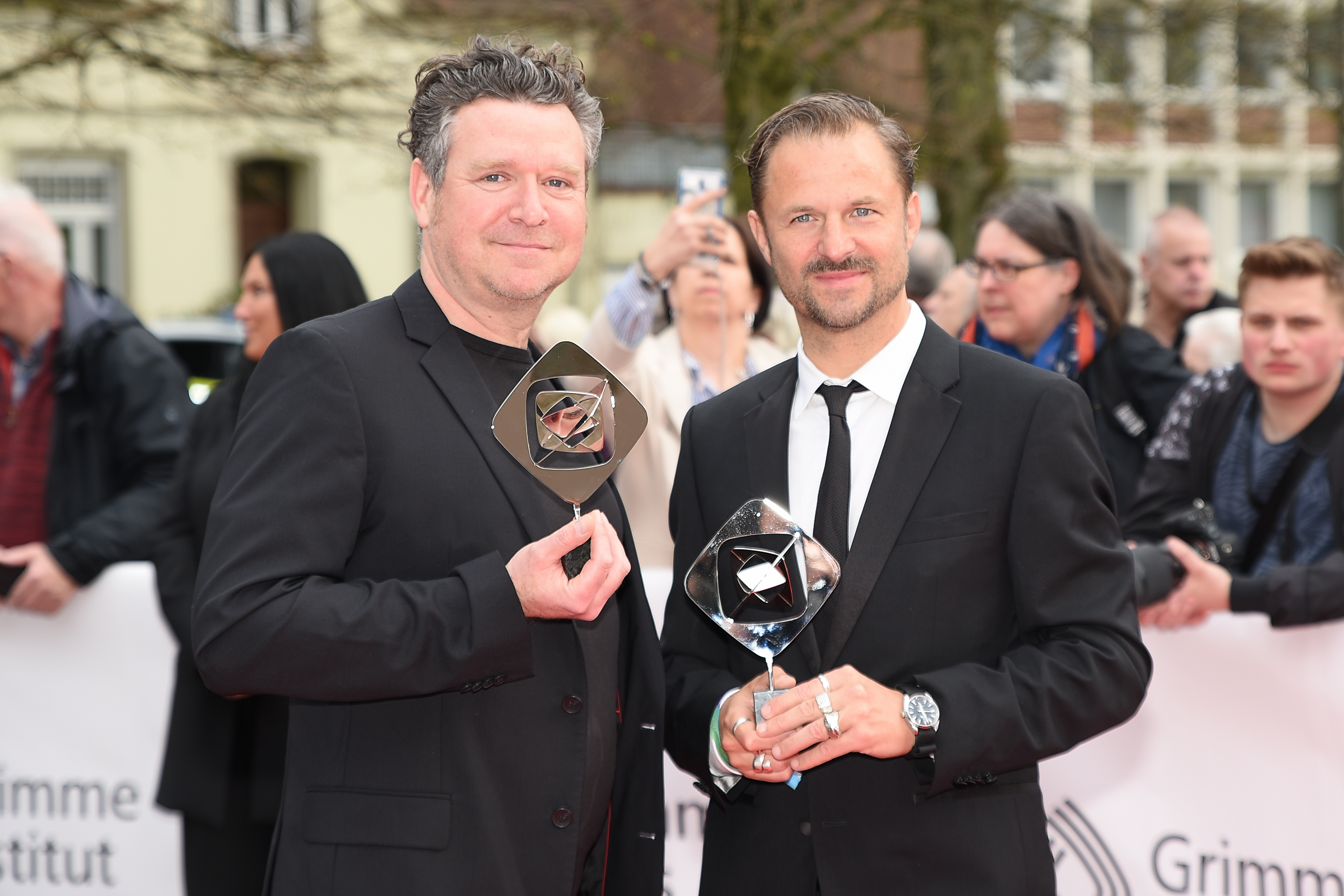
Premio Adolf Grimme 2023, Magnus Vattrodt, Philipp Hochmair

Nel 2017, Philipp Hochmair ha vinto il premio come miglior attore per il suo ruolo in Tomcat di Händl Klaus al festival austriaco Diagonale.
Nel 2019 ha vinto il Romy come miglior attore per il ruolo del commissario Alexander Haller in Blind ermittelt19 agli Austrian Television Awards.
Nel 2022 ha vinto il Romy Award come miglior attore per il ruolo di Reinhard Heydrich in La conferenza.
Nel 2022: Nominato ai Premi della Televisione Tedesca (Deutscher Fernsehpreis): Miglior Attore (film TV) per La conferenza.
Nel 2023 ha vinto il Premio Adolf Grimme per La conferenza.
Nel 2024 ha vinto il Premio d'onore al Festival del Cinema di Kitzbühel.
Nel 2024 ha vinto il Premio Cross Over del Premio austriaco per il Teatro musicale (Österreichischer Musiktheaterpreis).